# Takryna
Takryna (łac. Tacrini hydrochloridum) – organiczny związek chemiczny, inhibitor acetylocholinoesterazy stosowany w leczeniu choroby Alzheimera. Z powodu hepatotoksyczności lek został wycofany z obrotu.

## Mechanizm działania
Acetylocholinoesteraza jest enzymem rozkładającym acetylocholinę do choliny i kwasu octowego. Takryna hamuje aktywność acetylocholinoesterazy i w ten sposób zwiększa ilość wolnej acetylocholiny. Wzrasta przekaźnictwo w układzie cholinergicznym ośrodkowego układu nerwowego (OUN), co zmniejsza objawy otępienia występujące w chorobie Alzheimera.

## Farmakokinetyka
Dostępność biologiczna po podaniu doustnym wynosi do 36%. Z białkami krwi lek wiąże się w 55%. Lek jest metabolizowany w wątrobie przy udziale izoenzymu CYP1A2 cytochromu P450, a następnie wydalany przez nerki. Biologiczny okres półtrwania wynosi od 2 do 4 godzin.

## Zastosowanie kliniczne
W badaniach wykazano, że może mieć niewielki korzystny wpływ na zdolności poznawcze i inne wskaźniki kliniczne, chociaż wyniki badań są ograniczone i znaczenie kliniczne tych wyników nie jest jasne.
Wykorzystanie takryny jest ograniczone przez słabą biodostępność po podaniu doustnym, konieczność podawania czterech dawek na dobę oraz znaczne działania niepożądane (w tym nudności, biegunka, nietrzymanie moczu i hepatotoksyczność). Z tych powodów niewielu pacjentów może tolerować dawki terapeutyczne leku.

## Postacie handlowe
- Cognex – kapsułki 10 mg, 20 mg, 30 mg, 40 mg